# Грлом у јагоде
Грлом у јагоде је југословенска телевизијска серија, снимљена у продукцији Телевизије Београд 1975. године. Постигла је велику популарност широм СФР Југославије. Сценарио за серију су написали Срђан Карановић и Рајко Грлић а режирао ју је Срђан Карановић.
Музику је написао Зоран Симјановић.
Серија има 10 епизода и премијерно је емитована на ТВ Београд, од 4. августа до 6. октобра 1976. године.
Због велике популарности коју је серија имала режисер Срђан Карановић је 1985. године снимио филм Јагоде у грлу који представља наставак серије.

## Радња
Серија осликава живот младића Бранислава Живковића званог Бане Бумбар, пратећи веселе и тужне догађаје у његовом животу и животу његове породице и пријатеља, од његовог поласка у средњу школу па до завршетка факултета. Свака епизода чини целину за себе и описује одређену годину у периоду од 1960. до 1969. године. Ту су прве љубави, пољупци, туче, прва игранка итд.
“Те, 1975. године” — реченица којом је почела серија, као и Симјановићева музика, постали су заштитни знак серије . 
Пратимо сва Банетова искушења и она једне адолесценције, једног посебног доба: неуспешне покушаје да постане спортиста, одласке на Калемегдан, где са Ушкетом, Микијем Рубирозом и Чомбетом иде на игранке на којима Миле Лојпур свира рокенрол, заљубљивање у нову школску другарицу Лепу, због које привремено оставља сталну симпатију Гоцу. Ту је и Дивна са којом дели љубав према поезији и доживљава прво разочарање, затим покушава да се преко Италије домогне света, а родитељи га хватају у Истри. Бане одлучи да постане човек, купује половног фићу, па се 1969. године жени Биљаном и решава стамбено питање.
На крају сваке епизоде ређају се хронолошки догађаји из године у коју је епизода смештена: где је био Тито, зашто је Андрић ишао у Стокхолм, ко је отворио неки мост на Дунаву, а ко из белог света летовао у Дубровнику… Ове је догађаје из офф-а изговарао сам Бане и завршавао касније славним цитатом: “А ја сам одлучио да…”.

## Списак епизода
| Редни број | Назив епизоде     | Премијерно емитовање |
| ---------- | ----------------- | -------------------- |
| 1.         | Став o глави      | 4. август 1976.      |
| 2.         | Живот пише романе | 11. август 1976.     |
| 3.         | Пут у Рио         | 18. август 1976.     |
| 4.         | Окретне игре      | 25. август 1976.     |
| 5.         | Оне ствари        | 1. септембар 1976.   |
| 6.         | Спољни изглед     | 8. септембар 1976.   |
| 7.         | Нервоза срца      | 15. септембар 1976.  |
| 8.         | Часови вожње      | 22. септембар 1976.  |
| 9.         | Глава или писмо   | 29. септембар 1976.  |
| 10.        | Дим из димњака    | 6. октобар 1976.     |

## Улоге
| Глумац                  | Улога                                              |
| ----------------------- | -------------------------------------------------- |
| Бранко Цвејић           | Бранислав Живковић „Бане” („Бумбар”) (10 еп. 1976) |
| Данило Бата Стојковић   | Сретен Живковић (10 еп. 1976)                      |
| Оливера Марковић        | Оливера Живковић (10 еп. 1976)                     |
| Рахела Ферари           | Елвира Новаковић (10 еп. 1976)                     |
| Ђурђија Цветић          | Сека Штајн (10 еп. 1976)                           |
| Гордана Марић           | Гордана „Гоца” (10 еп. 1976)                       |
| Александар Берчек       | Слободан Ђорђевић „Ушке” (10 еп. 1976)             |
| Предраг Мики Манојловић | Мики „Рубироза” (10 еп. 1976)                      |
| Богдан Диклић           | Богдан Ж. Савић „Боца” („Чомбе”) (10 еп. 1976)     |
| Јосиф Татић             | Танасије Виторовић „Тале Сурови” (6 еп. 1976)      |
| Јованка Котлајић        | Госпођа Топишировић (6 еп. 1976)                   |
| Петар Лупа              | (4 еп. 1976)                                       |
| Љубомир Ћипранић        | Гоцин отац (4 еп. 1976)                            |
| Јадранка Селец          | (4 еп. 1976)                                       |
| Свјетлана Кнежевић      | Светлана (3 еп. 1976)                              |
| Добрила Стојнић         | Биљана Живковић „Биљка”(3 еп. 1976)                |
| Иван Манојловић         | (3 еп. 1976)                                       |
| Бисера Велетанлић       | (3 еп. 1976)                                       |
| Љубица Ковић            | Мама Зорица (3 еп. 1976)                           |

 Остале улоге  ▼
| Глумац                    | Улога                                |
| ------------------------- | ------------------------------------ |
| Жарко Цвејић              | Тата Срећко (2 еп. 1976)             |
| Драгослав Илић            | (2 еп. 1976)                         |
| Мирјана Мајурец           | Дивна (2 еп. 1976)                   |
| Зорица Мирковић           | Добрила „Каламити Џејн” (2 еп. 1976) |
| Марко Николић             | Марко (2 еп. 1976)                   |
| Вукосава Параскевић       | (2 еп. 1976)                         |
| Злата Петковић            | Лепа (2 еп. 1976)                    |
| Александар Стојановић     | (2 еп. 1976)                         |
| Славка Јеринић            | Мама Мила (1 еп. 1976)               |
| Власта Велисављевић       | „Чомбетов” тата (1 еп. 1976)         |
| Радмила Гутеша            | Бранка (1 еп. 1976)                  |
| Драгомир Чумић            | Кокан, иструктор вожње (1 еп. 1976)  |
| Милан Јелић               | Авдо (1 еп. 1976)                    |
| Бранислав Цига Миленковић | (1 еп. 1976)                         |
| Душан Вуисић              | Милиционер (1 еп. 1976)              |
| Предраг Милинковић        | Милиционер (1 еп. 1976)              |
| Неда Арнерић              | Снежана (1 еп. 1976)                 |
| Павле Богатинчевић        | Тамарин тата (1 еп. 1976)            |
| Петар Божовић             | Јоца-Куца (1 еп. 1976)               |
| Мирко Буловић             | (1 еп. 1976)                         |
| Соња Дивац                | (1 еп. 1976)                         |
| Славица Ђорђевић          | (1 еп. 1976)                         |
| Иван Ђурђевић             | (1 еп. 1976)                         |
| Јелка Гаић                | (1 еп. 1976)                         |
| Олга Јанчевеска           | Наталија (1 еп. 1976)                |
| Душан Јанићијевић         | Тица (1 еп. 1976)                    |
| Марко Јовановић           | (1 еп. 1976)                         |
| Миле Лојпур               | Певач (1 еп. 1976)                   |
| Паоло Мађели              | (1 еп. 1976)                         |
| Раде Марковић             | Богдан, Дивнин отац (1 еп. 1976)     |
| Слободанка Марковић       | Долорес (1 еп. 1976)                 |
| Цвијета Месић             | Тамара (1 еп. 1976)                  |
| Ратко Милетић             | (1 еп. 1976)                         |
| Станислава Пешић          | Сташа (Лично) (1 еп. 1976)           |
| Миодраг Радовановић       | (1 еп. 1976)                         |
| Хазир Шећировић           | (1 еп. 1976)                         |
| Драгомир Станојевић       | Стив (1 еп. 1976)                    |
| Растко Тадић              | Сретин колега са посла (2 еп. 1976)  |
| Ратко Танкосић            | (1 еп. 1976)                         |
| Милан Вукићевић           | (1 еп. 1976)                         |
| Драган Зарић              | Лично (1 еп. 1976)                   |
| Јелена Жигон              | Лола, Дивнина мајка (1 еп. 1976)     |
| Милош Жутић               | Др. Ђорић (1 еп. 1976)               |
| Велибор Николић           | (непознат број епизода)              |
| Војин Вукосављевић        | (непознат број епизода)              |

Комплетна ТВ екипа  ▼
| Редитељ              | Срђан Карановић         | (10 еп. 1976)                           |
| Сценариста           | Рајко Грлић             | (10 еп. 1976)                           |
| Сценариста           | Срђан Карановић         | (9 еп. 1976)                            |
| Композитор           | Зоран Симјановић        | (10 еп. 1976)                           |
| Директор фотографије | Живко Залар             | (10 еп. 1976)                           |
| Mонтажер             | Бранка Чеперац          | (10 еп. 1976)                           |
| Сценограф            | Миодраг Хаџић           | (10 еп. 1976)                           |
| Сценограф            | Сава Ацин               | (непознат број епизода)                 |
| Костимограф          | Мирјана Остојић         | (10 еп. 1976)                           |
| Костимограф          | Лепосава Јаковљевић     | (непознат број епизода)                 |
| Костимограф          | Саша Куљача             | (непознат број епизода)                 |
| Одсек за шминку      | Марија Кордић           | шминкерка (10 еп. 1976)                 |
| Одсек за шминку      | Милица Станивук         | шминкерка (непознат број епизода)       |
| Помоћник режије      | Драган Кресоја          | први помоћник редитеља (10 еп. 1976)    |
| Одсек за звук        | Урош Ковачевић          | тон мајстор (непознат број епизода)     |
| Одсек за звук        | Звонимир Крмпачек       | тон мајстор (непознат број епизода)     |
| Каскадери            | Славољуб Плавшић Звонце | каскадер (непознат број епизода)        |
| Музички одсек        | Драган Ценериц          | музички сарадник(непознат број епизода) |
| Остала екипа         | Радмила Ћаловић         | секретар режије (10 еп. 1976)           |

## Срђан Карановић о серијалу
“Материјал за приче скупљали смо од разних људи. Залар је био извор за делове о гитари, Грлић и ја смо искористили бављење киноаматеризмом, интервјуисао сам свог оца како је живео у 1960-им, Зора Кораћ нам је помогла о детаљима о Пешти и Новом Саду, Цвеић је у старим бројевима Политике налазио вести које бисмо убацили као цаку у дијалогу. Моду и сценографију смо пажљиво студирали. Много труда смо уложили у тражење фиће који се отвара ‘на споља’, па кримки, ципела са специјалним шнирањем, па џемпера од буклеа. Ни до краја снимања нисмо пронашли исправан Супрафон грамофон, а тако сам га жарко желео.”